# Обухов, Виктор Викторович
Виктор Викторович Обухов (1940—2009) — советский и российский кинорежиссёр.

## Биография
Родился 10 марта 1940 года в селе Николаевское Улётовского района Читинской области.
В 1970 году окончил режиссёрское отделение Театрального училища имени Б. В. Щукина, в 1972 году — Высшие курсы сценаристов и режиссёров.
До учёбы в училище был руководителем свердловского самодеятельного юношеского театра «Факел» и преподавателем в театральном училище.
С 1973 года стал сначала вторым режиссёром, затем режиссёром Свердловской киностудии, на которой поставил только один полнометражный фильм.
Скончался 22 ноября 2009 года. Похоронен на Северном кладбище Екатеринбурга.

## Фильмография
- 1976 — Сегодня полёты, завтра полеты...
- 1980 — Алёша